# Luis Ibáñez
Luis Ezequiel Ibáñez, detto Lucho (Buenos Aires, 15 luglio 1988), è un calciatore argentino, difensore dello Jarun.
Possiede anche il passaporto croato.

## Carriera

### Club

#### Boca Juniors
Ha iniziato la sua carriera professionale con il Boca Juniors nel 2008. Per il club argentino fece solo due presenze in Primera División, rispettivamente contro il Newell's Old Boys e contro il Racing Avellaneda.

#### Dinamo Zagabria
Nel 2008, nella finestra estiva del calciomercato, si trasferisce alla Dinamo Zagabria per una cifra di 650.000 euro. Nella sua prima stagione in Croazia sfoderò tutte le sue performance, conquistando così il posto da titolare.

## Palmarès
- Campionato croato: 4

Dinamo Zagabria: 2008-2009, 2009-2010, 2010-2011, 2011-2012
- Coppa di Croazia: 3

Dinamo Zagabria: 2008-2009, 2010-2011, 2011-2012
- Supercoppa di Croazia: 1

Dinamo Zagabria: 2011
- Campionato serbo: 1

Stella Rossa: 2015-2016